# Хмельницький Борис Мойсейович
Бори́с Мойсе́йович Хмельни́цький (*4 лютого 1885, Старобільськ,  — † 17 липня 1959, Харків) — лікар-фтизіатр, директор Українського науково-дослідного туберкульозного інституту, професор, завідувач кафедри фтизіатрії ХМІ(Харківський медичний інститут), діяч охорони здоров'я України.

## Життєпис
Народився 4 лютого 1885 року в сім'ї службовця-фармацевта. Закінчив гімназію в місті Старобільську в 1903 році, після чого вступив на медичний факультет Імператорського Харківського університету, який закінчив у 1910 році.
У студентські роки одружився, в 1907 році народилася донька Наталя, а в 1920 — друга дочка Ірина. Оскільки Борис Мойсейович був вихідцем з небагатої сім'ї, заробляв на життя за допомогою репетиторства та основній своїй посаді ординатора госпітальної терапевтичної клініки професора К.М. Георгієвського (1910-1914). В штат не був зарахований через національне обмеження (єврей). В кліниці  успішно займався науковою роботою, зокрема, у 1913 році на зʼїзді терапевтів у Петербурзі презентував доповідь «Арсепетиновая глюкозурия».
У 1914 році був мобілізований в армію і з 1914 по 1918 роки перебував на фронті, будучи ординатором польового рухомого госпіталю, лікарем для доручень головного евакопункту. Після лютневої революції був відряджений до Харкова, де після Жовтневої революції короткий час працював у госпіталі Червоної Армії.
У 1919 році Борис Мойсейович зацікавився  проблемою туберкульозу и невдовзі був обраний завідувачем Центральним Туберкульозним Диспансером та  головою виборної організації Губернської туберкульозної ради.
З 1921 року працював в Українському інституті туберкульозу завідувачем терапевтичного відділення, в 1923 році був зарахований асистентом кафедри туберкульозу Харківського медичного інституту і з 1931 року був затверджений на посаді завідувача кафедри. З 1940 року — директор Українського   інституту туберкульозу.
У 1927 році захистив докторську дисертацію на тему «Змішана інфекція при легеневому туберкульозі». Він був першим, хто захистив наукову роботу в Туберкульозному інституті.
У 1941 році був мобілізований до лав Червоної армії, призначений на посаду начальника евакогоспіталю № 3481 і перебував на цій посаді до лютого 1945 року. З лютого 1945 року в зв'язку з демобілізацією був звільнений від займаної посади і призначений начальником відділення госпіталю. У жовтні 1945 госпіталь був розформований.
З 1944 року одночасно зі службою в госпіталі продовжував виконувати обов'язки завідувача кафедри туберкульозу та директора Українського науково-дослідного туберкульозного інституту. З 1951 року був переведений на основну роботу до Харківського медичного інституту, де і пропрацював до самої своєї смерті, яка настала 17 липня 1959 року.
У 1951 році під керівництвом Б. М. Хмельницького була захищена дисертація «Туберкулінодіагностика в клініці внутрішніх хвороб», автором якої була Любов Трохимівна Мала, згодом доктор медичних наук, професор, дійсний член Академії медичних наук, організатор і директор кардіологічного центру у Харкові, згодом перетвореного в НДІ терапії НАМН України ім. професора Малої Л. Т.
Борис Мойсейович Хмельницький є засновником Харківської школи фтизіатрії, відомої як «школа ендогеністів».
Був членом міжнародних медичних товариств, Вченої Ради Міністерства охорони здоров'я УРСР тощо.
Автор понад 50 наукових праць, зокрема кількох монографій.
Займався підвищенням кваліфікації диспансерних лікарів, консультативною роботою у госпіталях, відновленням противотуберкульозної мережі, науковою роботою. Він вів велику суспільну роботу, очолював обласне наукове товариство фтизіатрів, брав участь у з'їздах, конференціях. 1953 року за завданням МОЗ СРСР Б.М. Хмельницьким була підготовлена робота «Поняття про компенсацію та активність туберкульозного процесу». Працював як голова Харківського обласного товариства фтизіатрів, член правління Харківського медичного товариства та Всесоюзного товариства фтизіатрів та терапевтів. 
Помер Борис Мойсейович Хмельницький 17 липня 1959 року і був похований у місті Харкові на міському кладовищі № 2

## Науковий доробок
Все життя Бориса Мойсейовича було присвячене справі боротьби з туберкульозом. За його участі був організований потужний центральний протитуберкульозний диспансер у Харкові, відкрито два санаторії, які тривалий час працювали в Шарівці та Ріпках (Харківська область).
Б.М. Хмельницький був одним з основоположників вчення про клініку первинного туберкульозу у дорослих. Його монографія «Ранние формы открытого легочного туберкулеза у взрослых» (1932) удостоєна першої академічної премії імені професора А.Я. Штернберга. Отримані Б.М. Хмельницьким та його співробітниками результати стали основою для вироблення методики раннього виявлення туберкульозу. Для цілей профілактики та вивчення функціональних розладів у цілісному організмі особливо важливими стали дослідження, що стосуються початкових змін в організмі з перших днів зараження туберкульозом. Для досягнення цієї мети розроблено методику дослідження, починаючи з «віражу» туберкулінової реакції (перехід негативної реакції проби Манту в позитивну, не пов'язаний з вакцинацією або ревакцинацією БЦЖ).
Професор вивчав приховані форми туберкульозу, так звані «маски туберкульозу», та впровадив у практику загальномедичних лікувальних установ методику виявлення «атипових» форм туберкульозу, що протікають під маскою різноманітних захворювань.  У 1936 році він підготував для студентів підручник з легеневого туберкульозу. Його вплив відчули на собі багато студентів, обираючи професію фтизіатра.
Організував та очолив на базі інституту туберкульозу спеціалізований госпіталь, який став лікувально-науковою установою з легеневим профілем для лікування поранених у грудну клітину та хворих на легеневі захворювання, у тому числі й туберкульоз. Шпиталь був розгорнутий на 400 ліжок спочатку у Харкові, а потім у евакуації у м. Новосибірську. Інститут-шпиталь став методичним центром легеневої хірургії в Сибіру, де протягом 2,5 років навчалося близько 250 лікарів. Роботи з діагностики та лікування вогнепальних поранень доповідалися на низці конференцій та видано окремою збіркою «Вогнепальні поранення грудної клітини» (1943). Інститут був також фтизіатричним центром у Сибірському військовому окрузі з організації боротьби з туберкульозом у Червоній армії. Спільно з Санітарним відділом Сибірського військового округу він займався активним виявленням у госпіталях та військових частинах хворих на туберкульоз. Ця робота дала великий практичний ефект, дозволивши провести ряд заходів щодо попередження поширення туберкульозу в армії. Праці з цього питання також було видано інститутом у формі збірки-бюлетеня, в якому містилися всі інструктивно-методичні матеріали. Водночас інститут у період війни не припинив своїх багаторічних досліджень з проблеми патогенезу туберкульозу. На «військовому» матеріалі вдалося по-новому поставити питання про первинне зараження у дорослих. Раніше вважалося, що початок хвороби у дорослих пов'язаний з первинним зараженням у дитячому віці. Тепер були отримані результати, які свідчили, що джерела туберкульозу у дорослих лежать у дуже пізній первинної інфекції в юнацькому віці. У зв'язку з цим було внесено корективи в пропозиції щодо профілактичних протитуберкульозних заходів. Ці роботи були зібрані до третьої збірки — «Первинний туберкульоз у дорослих». 

## Нагороди
Орден Червоної Зірки і
Почесна грамота Новосибірського обласного виконавчого комітету (1942)
Почесна грамота Військової ради Сибірського військового округу (1943)